# Allegany State Park
Allegany State Park ist ein State Park im Westen des US-Bundesstaates New York. Er befindet sich im Cattaraugus County und ist unmittelbar mit dem Allegheny National Forest in Pennsylvania verbunden, der sich am Südrand anschließt. Der Park ist in zwei Areale gegliedert: Das Red House Area und das Quaker Run Area. Die Landschaft gehört zur Ökoregion der Allegheny Highlands Forests.

## Geographie
Der Park bedeckt eine Fläche von 64.800 acre (262 km²). Das Red House Area ist die nordöstliche Hälfte des Parks. In diesem Gebiet befinden sich die Sehenswürdigkeiten Stone Tower ⊙, Summit Fire Tower, Red House Lake, Bridal Falls und das Art Roscoe Ski Area, sowie das Verwaltungsgebäude des Parks.
Das Quaker Area ist die südwestliche Hälfte des Parks. In diesem Gebiet befinden sich Quaker Lake, Mount Tuscarora Fire Tower, Science Lake, Bear Caves, Thunder Rocks, das Quaker Amphitheater und verschiedene Campingplätze, unter anderem der Cain Hollow Campground.
Allegany State Park wird oft als "Wildnis-Spielplatz von West-New York" bezeichnet.
Das Gelände erhebt sich zwischen 400 m über dem Meer am Allegheny River und 708 m am Mt. Irvine ⊙.
Weitere bedeutende Erhebungen sind: Mt. Tuscarora (653 m, ⊙), Three Sisters (642 m), Mt. Seneca (642 m), Mt. Cayuga (631 m), Mt. Onondaga (672 m), Mt. Oneida (665 m), Mt. Mohawk (633 m) und der Black Snake Mountain (676 m), der weiter südlich im Allegheny National Forest einen Namensbruder hat.

### Gewässer
Die Bäche und Flüsse des Parks gehören allesamt zum Einzugsbereich des Allegheny River, der sich in großem Bogen um den Norden des Parks windet. Im Westen ist er zum Allegheny River Reservoir aufgestaut, zu dem auch der Quaker Lake gehört.
Bedeutende Gewässer sind:
- Titus Run, Breeds Run, Carrollton Run, Rice Brook, Irish Brook, Limestone Brook, Wolf Run
- Redhouse Brook mit den Zuflüssen Bova Creek, Stoddard Creek Beehunter Creek am Redhouse Lake
- Quaker Run mit seinen Zuflüssen English Creek, Stony Brook und Coon Run

### Wegenetz
Der Park verfügt über ein Wegenetz mit drei Hauptstraßen, welche die verschiedenen Einrichtungen im Red House Area und dem Quaker Run Area verbinden. Daneben gibt es mehrere asphaltierte Nebenstraßen (secondary roads) und Zugangsstraßen (minor access roads).
Hauptstraßen

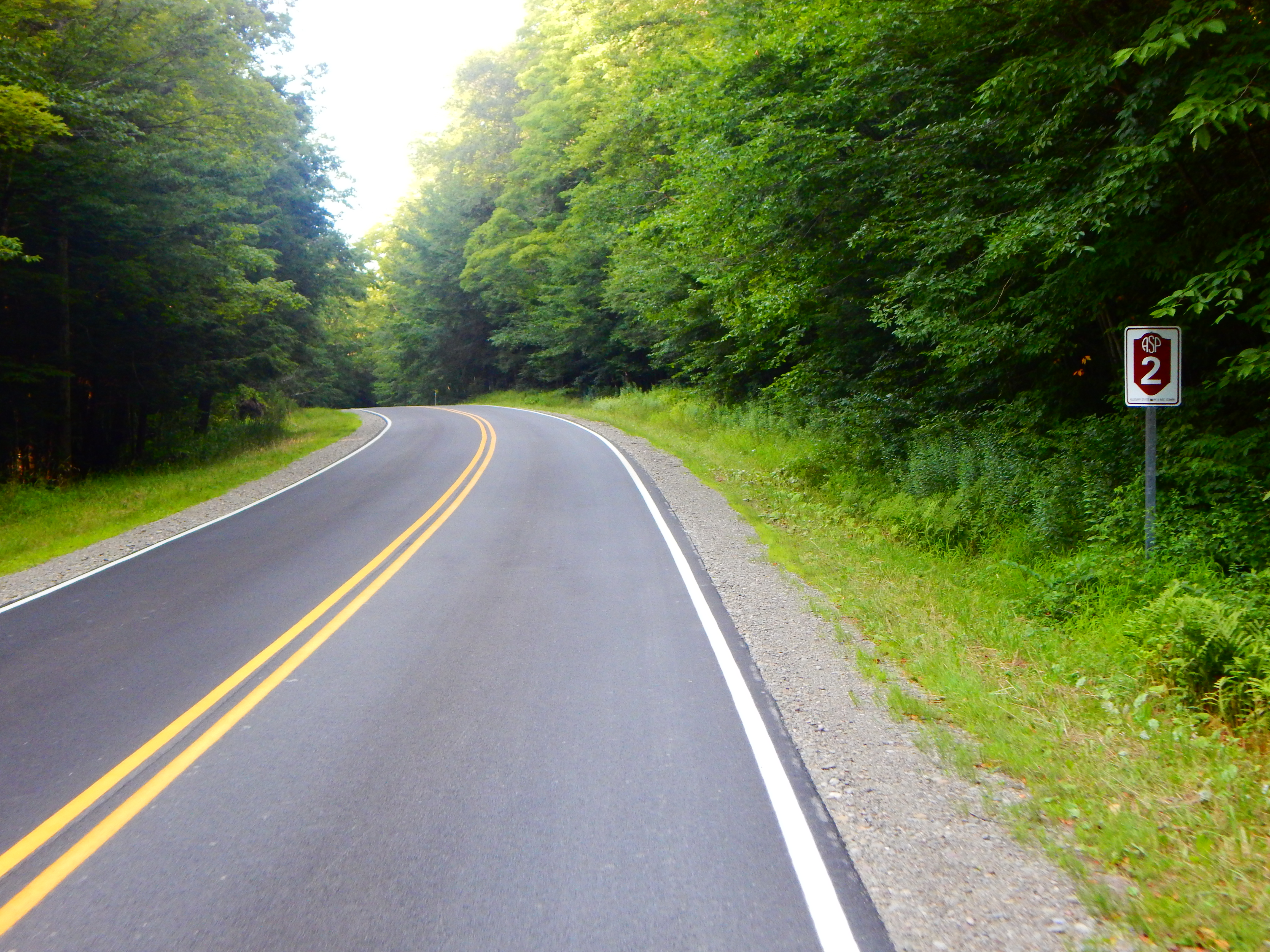
ASP Route 2 in Red House Area.

- Allegany State Park Route 1 (ASP Route 1) führt von Norden nach Süden durch die Parkmitte. Die Straße verläuft von der Ausfahrt 21 des Southern Tier Expressway (Interstate 86 und New York State Route 17) in Salamanca bis zur Vereinigung mit der ASP Route 3 im Quaker Run Area in der Nähe des Quaker Rental Office. Die ASP Route 1 ist mit der ASP Route 2 am Redhouse Lake verbunden. An der Nordgrenze des Parks geht die Straße in die New York State Route 951M über.

- Allegany State Park Route 2 (ASP Route 2) verläuft zunächst von West nach Osten durch den Nordteil des Parks und biegt dann an der Ostgrenze des Parks nach Süden um. Die ASP Route 2 beginnt an der Ausfahrt 19 des Southern Tier Expressway in Red House (New York) und geht bis zur Vereinigung mit der ASP Route 3 am Bradford-Eingang (Pennsylvania). ASP Route 2 bis zur ASP Route 3 ist im Winter die einzige automobil befahrbare Straße zwischen Red House und Quaker Run.
- Allegany State Park Route 3 (ASP Route 3) verläuft von Westen nach Osten vom Südende der ASP Route 2 zur New York State Route 280 beim Quaker Run Entrance in Coldspring.

Nebenstraßen
- Allegany State Park Route 2A (ASP Route 2A)
- Quaker Lake Road
- Cain Hollow Road
- Friends Boat Launch Access Road, ein eigener Zugang von der NY 280 zur Bootsrampe am Allegheny Reservoir, in der Nähe der alten Tunesassa School (Indian School).

Zugangsstraßen
- Bay State Road, Zugangsstraße für Red House, wird von der Gemeinde Red House unterhalten und ist teilweise gesperrt. Sie bildet den Zugang zu anderen Straßen in dem Dorf: Lonkto Hollow Road, Beck Road.
- France Brook Road
- Ridge Run Road
- Limestone Run Road bildet im Sommer den Ost-Eingang bei Limestone.
- Coon Run Road führt nach Pennsylvania in den Allegheny National Forest. An der Staatsgrenze befindet sich ein Tor.
- Wolf Run Road war bis 1965 die Zugangsstraße für Elko.
- Holt Run Road
- Bova Ski Hill Access Road war der Zugang zum ehemaligen Bova Ski Area. Das Ski Resort war ein Skigebiet für Alpin-Ski und verfügte über die einzigen Skisprungschanze der Region. Das Resort erhielt seinen Namen von der Familie Beauvais, die die Einrichtung von 1930 bis 1980 betrieben.[5]
- Stone Tower Access Road ist eine Ringstraße, die zum Art Rosco Ski Area (bei Summit Cabins) führt, dann rund um den Stone Tower.
- Ryan trail.[6]

## Geschichte
Die Geschichte des Allegany State Park begann mit einem Erlass der New York State Legislature am 2. Mai 1921, als der Staat den Erwerb von zwei Landstücken im Quaker Run Valley beschloss. Der Act bewilligte $25.000 für den Landerwerb unter der Auflage zuerst denselben Betrag aus privaten Mitteln einzuwerben. Das erste Landstück mit einer Fläche von 7020 acre (28,4 km²) wurde für $31.500 am 18. Juni 1921 von den Erben von Amasa Stone erworben. Die nächste Erwerbung umfasste mit 150 acre (0,61 km²) sowie Gebäude in der Umgebung des Stone Estate. Dieses Grundstück kostete bereits $4.300. Der Park wurde am 30. Juli 1921 formell eröffnet.
Senator Albert T. Fancher wurde vom Gouverneur von New York, Nathan Lewis Miller, beauftragt mit einem Team den großen Park zu planen und zu organisieren, der bis heute noch an Umfang zunimmt. Fancher wurde zum "Father of Allegany State Park". Es gibt sieben "Fancher Cottages", die nach ihm benannt sind.
Am Anfang diente ein ehemaliges Schulhaus als Verwaltungsgebäude und Zelte aus der Ausrüstung des Ersten Weltkrieges auf Holzplattformen dienten als erste Unterbringungsmöglichkeiten, bevor 1925 die ersten Holzhütten errichtet wurden.
Der erste State Park Bond Issue wurde 1924 verabschiedet. Dadurch wurden Mittel bewilligt, die Baumaßnahmen im Redhouse Area ermöglichten, inklusive der Errichtung des Redhouse Administration Building und des Redhouse Dam, wodurch Redhouse Lake entstand.

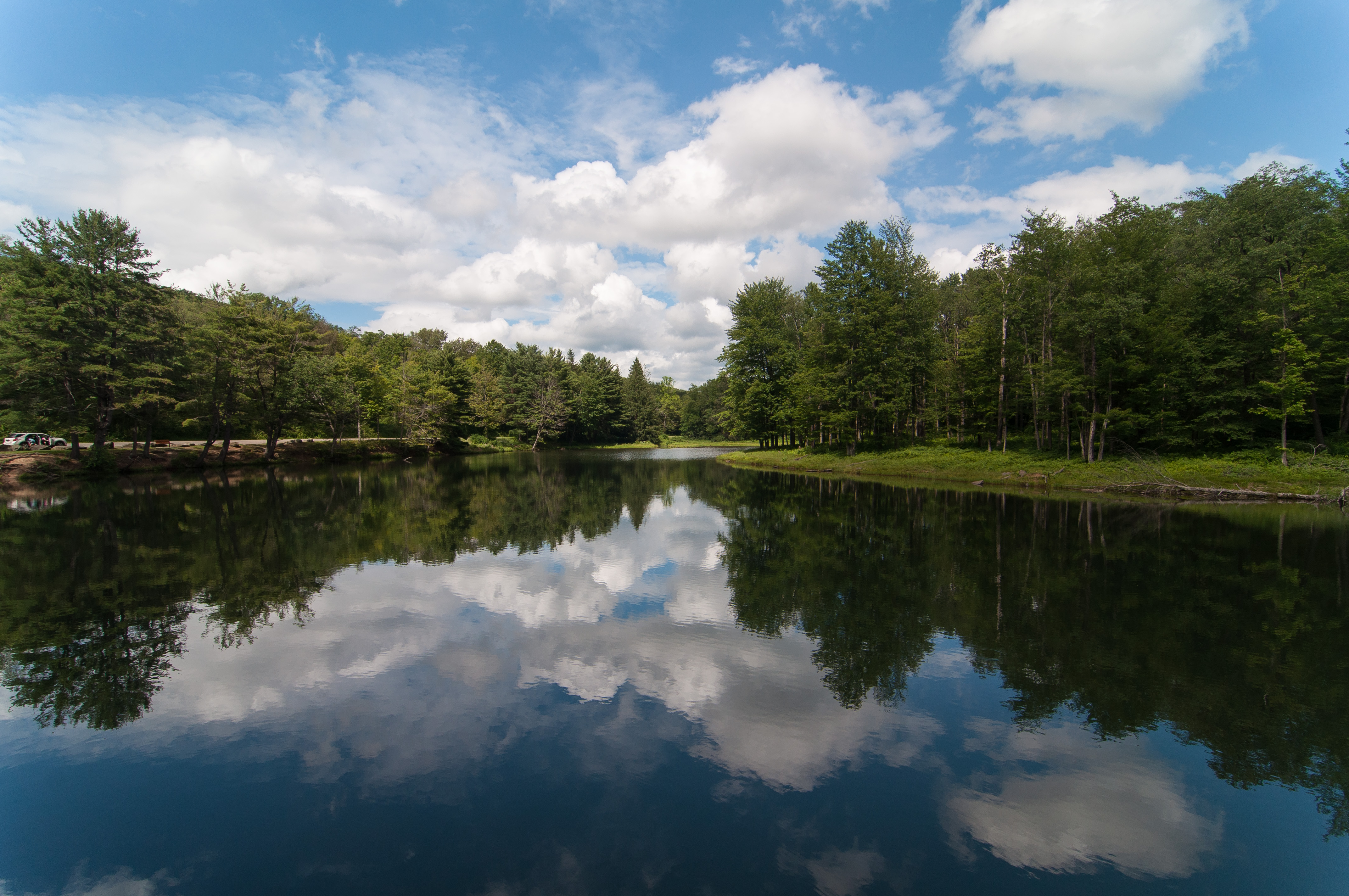
Science Lake

1926 wurde der Science Lake angelegt und es entstand der erste offizielle Badebereich im Park. Am See entstand die Allegany School Of Natural History mit 42 Cabins und einem Hauptgebäude mit Bibliothek, Laboren und einem Versammlungsraum.
Zwischen 1933 und 1942 wurden im Park viele Baumaßnahmen durch das Civilian Conservation Corps (CCC) durchgeführt. Es entstanden Straßen, Brücken, Campingplätze, Wanderwege, Picknickplätze und ein Skigebiet. Außerdem wurden Wiederaufforstungen, Gewässerregulierung und Tierschutzmassnahmen durchgeführt.
Später entstand der Quaker Lake, es wurden winterfeste Hütten und Full Service Cottages und weitere Infrastruktureinrichtungen angelegt.
In den 1960ern war der Park so groß geworden, dass er fast das gesamte Gebiet der Gemeinden Red House und Elko umfasste, sowie ein großes Gebiet der Gemeinde Carrollton. Der Bau des Kinzua Dam und des Southern Tier Expressway waren Versuche, sowohl Elko als auch Red House verschwinden zu lassen. Bei Elko, welches 1965 aufgelöst wurde, war der Staat erfolgreich, aber viele der Einwohner von Red House, unter anderem die Familie des Footballspielers Marvin Hubbard, kämpften gegen die Vertreibung. Bis heute gibt es im Nordwesten des Allegany State Park eine kleine Exklave mit 14 Häusern, in denen 38 Einwohner leben. Der Staat behält sich ein Vorkaufsrecht vor, wenn die Häuser verlassen werden sollten.
Das Bova Ski Area musste 1980 geschlossen werden.

## Gebäude & Einrichtungen
Im Park befinden sich eine ganze Reihe von Gebäuden und Einrichtungen und Ruinen, die einen Teil seiner Geschichte widerspiegeln.
Die Old Quaker Dance Hall war eines der beliebtesten Tanzlokale bis zur Mitte des 20. Jahrhunderts. Sie wurde 2002 aufgrund der schlechten Erhaltung abgerissen.
Das Redhouse Dance Pavilion befand sich am Redhouse Lake. Es entstand aus einer alten Scheune und diente vor allem in der Zeit des Rock ’n’ Roll als Tanzsaal. Es wurde 1973 das letzte Mal benutzt und 1984 abgerissen. Später wurde der Redhouse Miniature Golf Course auf dem Fundament gebaut. Heute sind nur noch die Beleuchtungseinrichtungen vorhanden.
New Ireland
Die Siedlung New Ireland (Carrollton) entstand am Anfang des 20. Jahrhunderts bei Limestone. Das Dorf wurde an Limestone angeschlossen und heute sind an der Limestone Run Road nur noch einige Ruinen zu sehen.
Park Fire Towers
Um die Waldbrandgefahr einzudämmen, wurden im Park drei Feuerwachttürme (fire lookout tower) errichtet. Der Summit Fire Tower war 1926 der erste. Er ist 66 ft (20 m) hoch. Die beiden anderen Türme waren der Mt. Tuscarora Fire Tower und der Mt. Irvine Fire Tower. Als 1971 Luftüberwachung eingeführt wurde, wurden dei Feuerwachttürme überflüssig. Der Mt. Irvine Fire Tower wurde demontiert und bei dem Eingang in der Nähe von Bradford, Pennsylvania wieder aufgebaut.
Gas lease
An der France Brook Road gibt es auch einen großen Speicher für Erdgas. Ursprünglich handelte es sich hierbei um ein natürliches Erdgasvorkommen. Der Limestone Storage Pool wird heute von der National Fuel Gas Supply Corporation betrieben. Das Erdgas aus 20 Erdgasvorkommen wird in dem großen unterirdischen Sandstein"pool" gespeichert und reguliert. Der Speicher ist mit der "K line"-Pipeline verbunden, die von Buffalo nach Eldred (Pennsylvania) verläuft.
2010 wurde ein Masterplan verfasst, der Öl- und Gasgewinnung im Park untersagt.
Verwaltungsgebäude

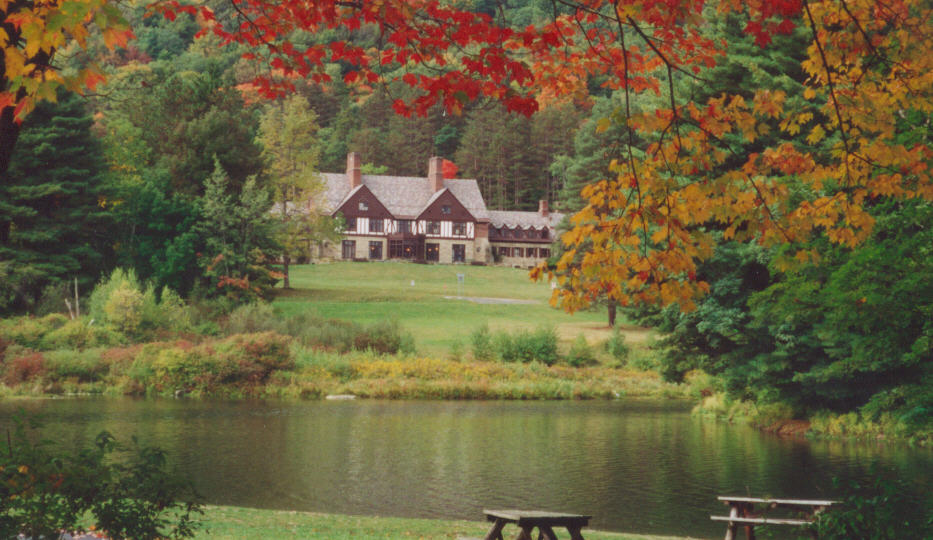
Verwaltungsgebäude in Red House.

Das Verwaltungsgebäude in Red House ist im Tudor Style gehalten und wurde während der Zeit der Weltwirtschaftskrise errichtet. Das Gebäude ist modernisiert, hat jedoch noch den ursprünglichen Charme. Es beherbergt die Red House Rental Offices, die NYS Park Police Station, das Naturhistorische Museum, den Red House Gift Shop, das Red House Restaurant und die Allegany Regional Offices fü das New York State Office of Parks, Recreation and Historic Preservation.
Außerdem beherbergt es eine große Lounge mit Blick über den Red House Lake. Dieser Raum steht für Veranstaltungen zur Verfügung.
Old Quaker Store Museum
Das Old Quaker Store Museum wurde 1996 eröffnet. Im Museum gibt es Ausstellungen zu Geschichte und Naturkunde des Parks. Das Museum befindet sich in Salamanca.

## Freizeitaktivitäten
Der Park bietet eine große Zahl von Übernachtungsmöglichkeiten in Wanderhütten und Campingplätzen. Diese sind über die sogenannten Cabin trails erreichbar:
- Red House area cabin trails
- Quaker area cabin trails
- Full Service Cottages: 10 "full service" cottages im Quaker Run Area. Sieben  "Fancher Cottages", "Pitt Cottage"[12], "Parallel cabins 1 and 2"[13]
- Drei "Tent and trailer Areas": "Red House Tent and Trailer Area"; "Diehl Tent and Trailer Trailer Area", "Cain Hollow Camping Area"
- Group Camps: "Camp Allegany", "Camp Turner" (Diözese Buffalo), "Group Camp 5", "Camp 10"

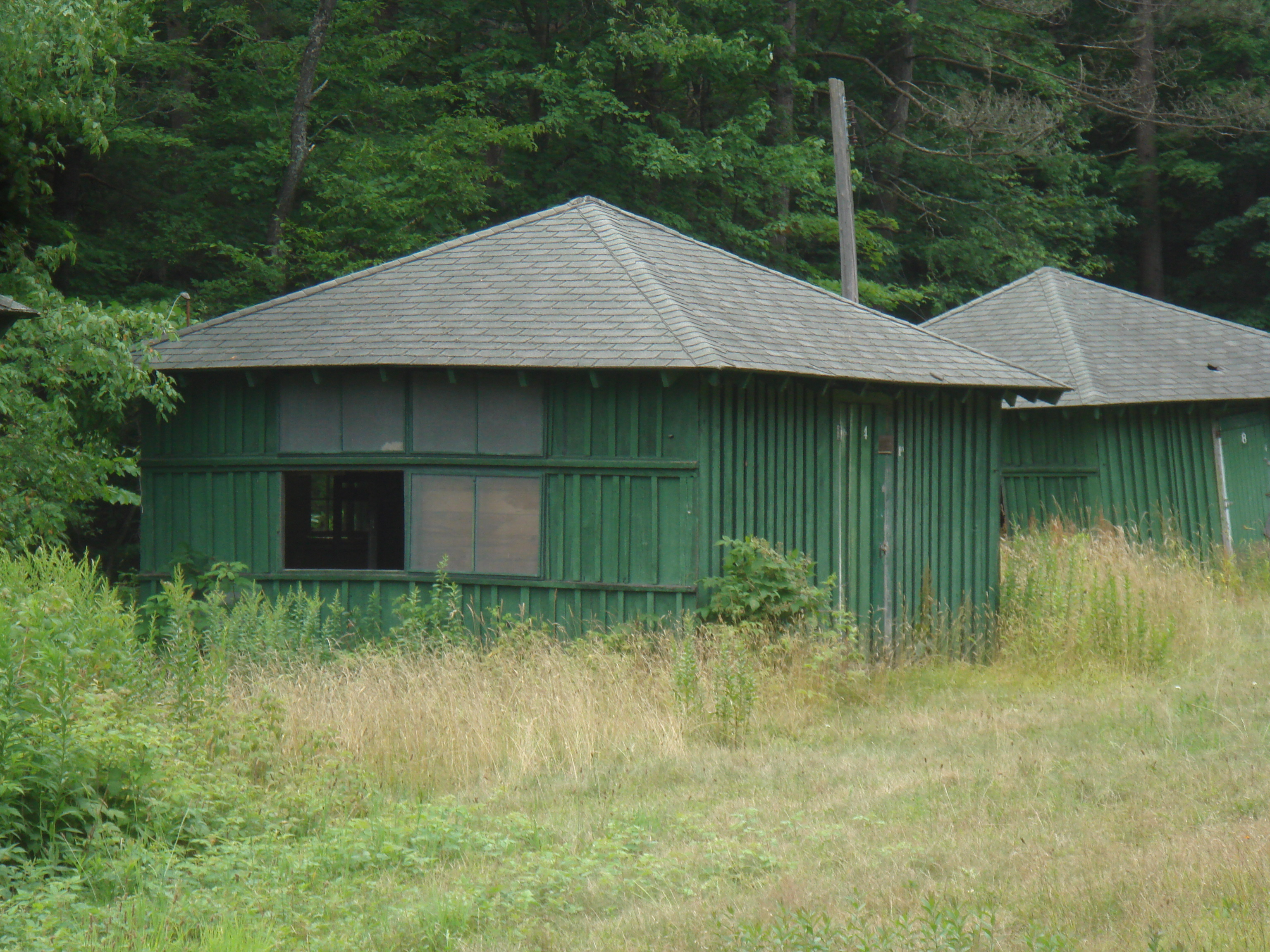
Camp 10 (Carlton), 2007.

### Wandern
Im Allegany State Park gibt es 18 ausgewiesene Wanderwege mit unterschiedlichen Schwierigkeitsgraden. Sechs davon gehören zum Art Roscoe Ski Touring Area. Sie werden für Skitouren gepflegt und sind nicht zum Wandern geeignet. Der Ridgerun trail verfügt über eine lean-to-Hütte. Außerdem gibt es die Allegheny Highlands Snowmobile and Horse Trail und der North Country Trail von New York nach North Dakota verläuft durch den Park. Entlang der Staatsgrenze zu Pennsylvania verläuft der Black Snake Mountain trail.
Weitere Wanderwege
Tornado Trail, Mt. Tuscarora trail – Fire Tower, Bear Caves trail – Mt. Seneca, Three Sisters trail, Bear Springs trail, Beehunter trail, Osgood trail, Red Jacket trail, North Country Trail, Conservation Trail, Patterson trail, Ridgerun trail, Leonard Run Loop, Christian Hollow Loop, Sweetwater trail, Flagg trail, Eastwood Meadows trail, Snowsnake Run

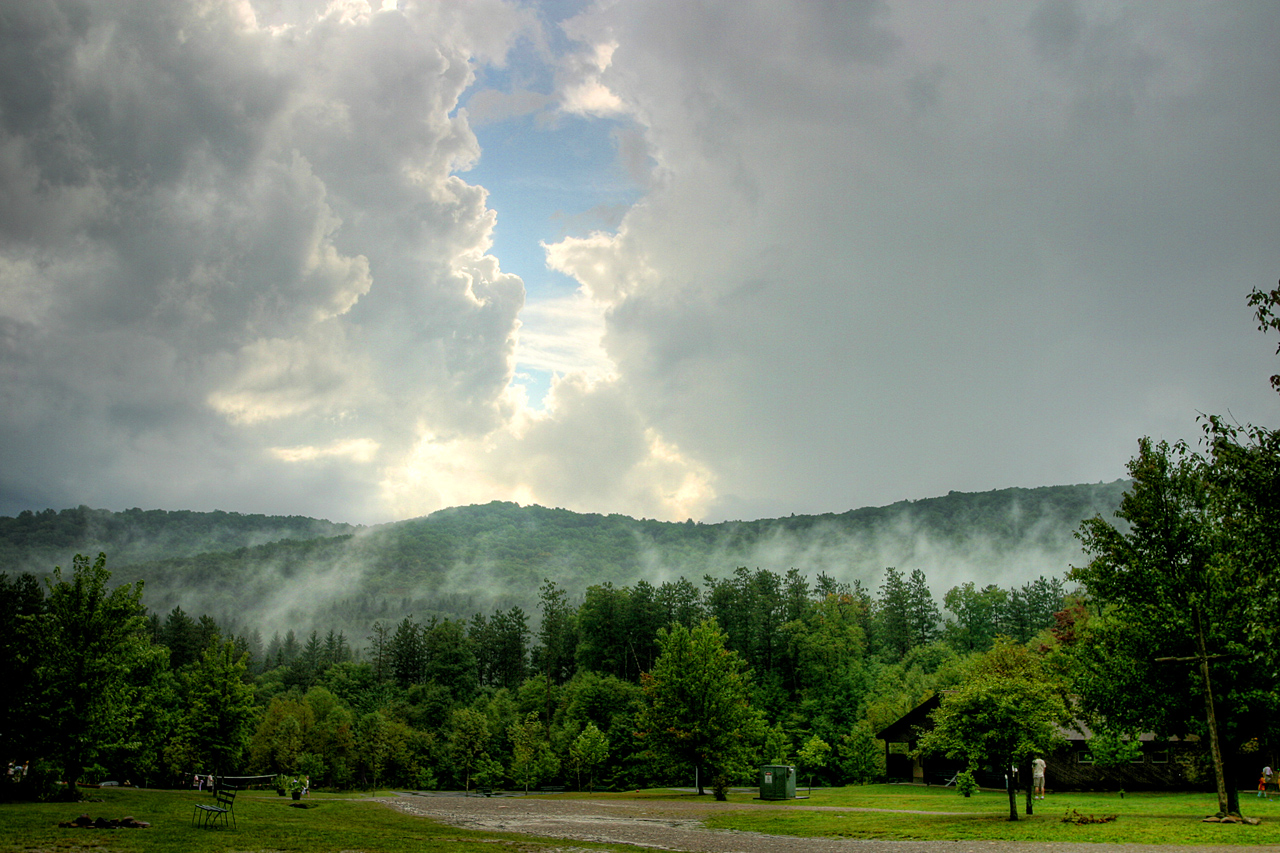
Nebel am Mt. Tuscarora, von Camp Turner aus gesehen, 2007.

### Program sites
71 Program Sites dienen der Information und als Ausgangspunkt für Freizeitangebote der Parkverwaltung.

### Badestrände
Es gibt zwei kleine Badestrände im Park, die im Sommer von 11am-7pm offen sind und mit Rettungsschwimmern besetzt sind. Die Bade-Regeln werden streng überwacht.